# بخش مالندال
بخش مالندال (به سوئدی: Mölndals kommun) یک ناحیه شهری در سوئد است که در شهرستان وسترا گوتلاند واقع شده‌است.

## خواهرخوانده
شهرهای شهر البرتس‌لاند، برکن، نوردراین-وستفالن، کنتربری و Whitstable خواهرخوانده‌های بخش مالندال هستند.